# Klytaiméstra

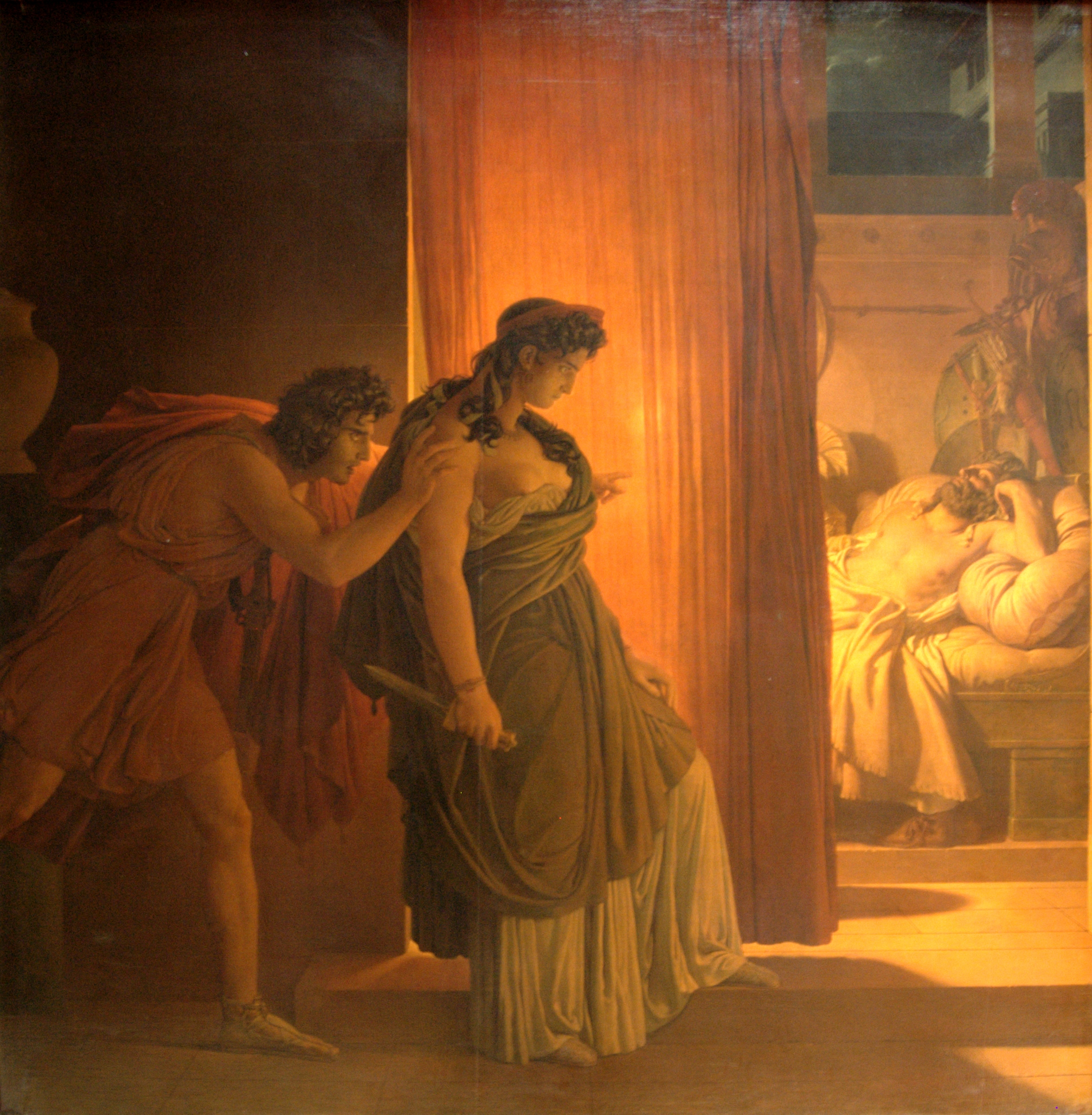
Smrt Agamemnóna. Vlevo stojí Aigisthos a Klytaiméstra, autor: Pierre-Narcisse Guérin

Klytaiméstra (řečtina Κλυταιμήστρα, latinsky Clytaemestra), v poantických textech též Klytaimnéstra, je v řecké mytologii dcera spartského krále Tyndarea a jeho manželky Lédy, manželka mykénského krále Agamemnóna, se kterým měla čtyři potomky: syna Oresta a dcery Élektru, Ífigeneiu a Chrýsothemis.
Klytaiméstra je symbolem zrádné ženy, protože se svým milencem Aigisthem připravila vraždu svého manžela. Tu provedli po jeho návratu z trójské války, kam se Agamemnón vypravil pomstít únos Klytaiméstřiny sestry Heleny, manželky jeho bratra Meneláa. Otcovu smrt nakonec s podporou sestry Élektry pomstil Orestés, který zabil svou matku Klytaiméstru i s jejím milencem.
Postava Klytaiméstry se formovala ve starořeckých dramatech jako byla Aischylova Oresteia nebo Eurípidova Ífigeneia v Aulidě. Motivace jejího činu byla vysvětlována rozhodnutím manžela obětovat kvůli úspěchu výpravy do Tróji jejich dceru Ífigeneiu.

## Mytologický příběh
Jejími sourozenci byli Kastór, Polydeukés a Helena, všichni významné postavy starých mýtů. Její život byl poznamenán tím, že jejímu švagrovi, spartskému králi Meneláovi, unesl trojský princ Paris manželku, Klytaiméstřinu sestru-dvojče, krásnou Helenu. Meneláos se obrátil na Agamemnóna, aby mu pomohl ženu dostat zpět a pomstít uraženou čest. Vyjednávání s trojským králem Priamem o navrácení Heleny nebylo úspěšné. To bylo v době, kdy mykénské království vzkvétalo, bylo bohaté a respektované, Agamemnónovi ke spokojenosti chyběla právě jen sláva na poli válečném. Dal dohromady velké loďstvo a vojsko ze všech částí Řecka a byl ustanoven jeho vrchním velitelem. Jakmile Agamemnón odplul do války proti Tróji, podlehla Klytaiméstra svodům manželova bratrance Aigistha a postupně spolu připravili plán, jak se zbavit krále. Válka trvala dlouhých deset let, pro Řeky skončila vítězstvím, pro Tróju zkázou. Vojska Řeků se vracela do svých domovů a král Agamemnón podle slibu oznámil manželce svůj návrat už zdaleka ohněm na nejvyšší hoře nad zálivem. Jakmile zvědové oheň spatřili, Aigisthos se vypravil krále uvítat. Připravil velkolepou hostinu, v hodovní síni však ukryl dvanáct najatých vrahů, kteří Agamemnóna a jeho druhy zákeřně a krutě zavraždili. Proslýchala se i jiná verze, že manžela zavraždila Klytaiméstra sekyrou v koupelně. Jejím dětem Élektře a Orestovi se s pomocí jejich chůvy podařilo uprchnout.
Královna se po vraždě svého muže provdala za Aigistha a dosadila ho na mykénský trůn. Pod jeho vládou země úpěla, lid králem i jeho manželkou opovrhoval. Jeho vláda trvala pouhých sedm let - potom se vrátil již dospělý syn Orestés a vykonal pomstu — zabil Aigistha i svou zrádnou matku.
Klytaiméstra je hodnocena s opovržením ve své době i v době mnohem pozdější. Ve výčtu možných motivů jejího podlého činu se uvádí několik okolností:
- Agamemnón byl nelítostný ke své dceři Ífigenii, kterou bez velkého rozmýšlení nechal obětovat bohyni Artemidě, aby zajistil dobrý vítr pro plavbu do trojské války (na tom nic nemění skutečnost, že oběť nakonec nebyla završena)
- Agamemnón byl také nevěrný, z války si přivezl milenku, zajatou dceru trojského krále Priama věštkyni Kassandru, dokonce se dvěma dětmi (byla také zavražděna spolu s Agamemnónem)
- Klytaiméstra podlehla svodům svého milence a přistoupila na jeho vražedný plán

## Odraz v umění
Podle Homérovy Odysseie Klytaiméstra podlehla svodům svého milence.
Životní příběh královny Klytaiméstry se setkal s odezvou zejména v antických tragédiích:
- Agamemnón (z trilogie Oresteia) z roku 458 př. n. l. od Aischyla
- Ífigeneia v Aulidě (408-406 př. n. l.) od Eurípida

V obou dílech je pohnutkou obětování dcery.